# Киноцирк
«Киноцирк» — советский мультипликационный фильм («мульт-сатира в 3-х аттракционах»), снятый во время Великой Отечественной войны.

## Сюжет
Сатирическая антифашистская цирковая программа из трёх номеров (аттракционов), разоблачающая военный ажиотаж Гитлера и предсказывающая его бесславный конец. В качестве конферансье выступает клоун Карандаш в мультипликационном образе.

### Аттракцион 1: «Дрессировщик Адольф и его собачки»
Гитлер сидит в ресторане «Новая Европа» и обгладывает огромную кость. На его свист прибегают три собаки, и под его окрики и помахивания костью начинают танцевать на задних лапках и выделывать прочие цирковые номера. Одна из собак имеет ошейник с надписью «Муссолини», вторая — «Хорти», третья — «Антонеску». Удовлетворившись прыжками псов, Адольф кидает им кость, и они начинают драться за неё.

### Аттракцион 2: «Гитлер у Наполеона»
Гитлер подходит к усыпальнице Наполеона I и взывает к нему, прося совета в завоевании мира. Покойник дает ему совет «лечь рядом с ним, пока не поздно», и пытается затащить его к себе в гроб.

### Аттракцион 3: «Жонглер Адольф на бочках с порохом»
Гитлер стоит рядом с пирамидой из бочек, на которых написано «Норвегия», «Голландия», «Дания», «Польша», «Франция», «Греция», «Чехословакия», «Албания» и пр. Взобравшись на вершину, он ловит горящие факелы и начинает ими жонглировать. Один из них падает на бочку, и происходит взрыв, разносящий сооружение. Однако Адольф живым, хотя и взъерошенным, благополучно приземляется на сцену, сверху на него надевается пустая бочка, в крышку которой втыкается кинжал.

## Создатели
- Авторы сценария: Н. Волков, Леонид Амальрик, Ольга Ходатаева, Константин Гаврюшин
- Режиссёры и художники: Ольга Ходатаева, Леонид Амальрик
- Художники-мультипликаторы: Надежда Привалова, Николай Ходатаев, Борис Титов
- Операторы: Борис Титов, Николай Воинов
- Композитор — Алексей Аксёнов
- Звукооператоры: Виктор Котов, Игорь Гунгер
- Автор текста — Н. Копьевский